# 紅酒燉牛肉

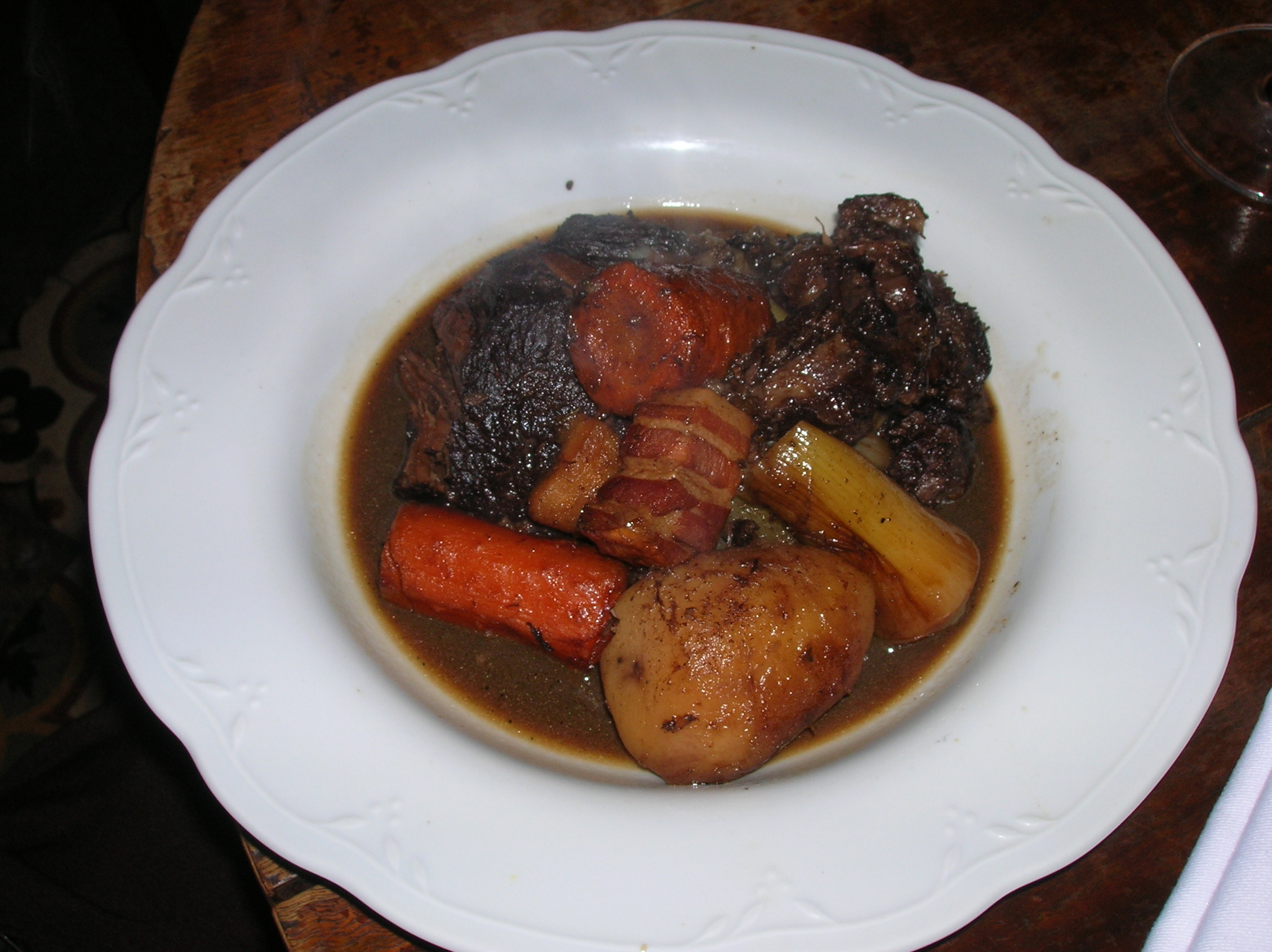
紅酒燉牛肉

紅酒燉牛肉（法語：Bœuf bourguignon，法語：[bœf buʁɡiɲɔ̃]），又翻譯為勃艮第牛肉、勃艮第紅酒燉牛肉，是一道法國料理，使用紅酒、洋蔥、蒜頭、香草和鹽去燉煮牛肉，也经常使用蘑菇、胡萝卜、西芹、馬鈴薯等食材做為配料。

## 起源
紅酒燉牛肉起源於法国勃艮第地區，原本是鄉村菜，在比較正規的法式餐館裏面並沒有供應，在家庭中也只是用從大塊牛肉中切下來的邊角料來煮而已，牛肉中最好的部位均不會讓給這道菜；但是到了1903年，在有著「廚師之王、現代法國料理之父」之稱的廚師奧古斯特·埃斯科菲耶於《美食指南》中對這道菜進行了介紹之後，紅酒燉牛肉就徹底高級化，其原料也改採為最優質的牛肉，這道菜因為其帶有濃厚的法國紅酒的香味而變為法式餐館必備菜單之一。

## 評論
这道菜经常被吹捧为“传统菜”，但它首次被记录是迟迟到1867年。19世纪中叶，人们发现了其他名为“à la Bourguignonne”的食谱，带有类似的装饰，用于制作羊腿和兔肉。在19世纪，它“并没有享有很大的声誉”，也许是因为它常常是用剩下的熟肉制成的。
这道菜已成为法国美食的标准，尤其是在巴黎的小酒馆中。然而，直到二十世纪，它才开始被视为勃艮第的特产。
《掌握法国烹饪艺术》（英語：Mastering the Art of French Cooking）一书的合著者西蒙·贝克（Simone Beck）、路易赛特·贝托勒（Louisette Bertholle）和茱莉亞·柴爾德（Julia Child）将这道菜描述为“无疑是人类烹制的最美味的牛肉菜肴之一”。
食用紅酒燉牛肉的風潮在1980年代傳至美國，美國電視節目的名主廚茱莉亞·柴爾德在其著作《一生必學的法式烹飪技巧與經典食譜》中把勃艮地燉牛肉讚譽為「人類所能做出的最好吃的牛肉料理」，並且將其中幾個歐洲的原料改為美洲的原料，因為茱莉亞的影響，紅酒燉牛肉在美國廣為人知並且再次本土化為家庭菜，在美國的雙人約會晚餐和法國裔移民中經常出現。

## 外部鏈接
维基共享资源上的相關多媒體資源：紅酒燉牛肉